# 近藤英子
近藤 英子（こんどう ひでこ、1942年9月10日 - ）は、日本の実業家、馬主。
社長を務めていた合建株式会社は、大阪府大阪市北区にあるはつり・建築解体工事会社。

## 経歴・人物
1942年、高知県出身。かつては大阪松竹歌劇団（OSK）に所属していたこともあった。大阪府で出会った近藤利一と結婚し、夫婦で会社を創業した。利一とはのちに離婚している。

## 馬主活動

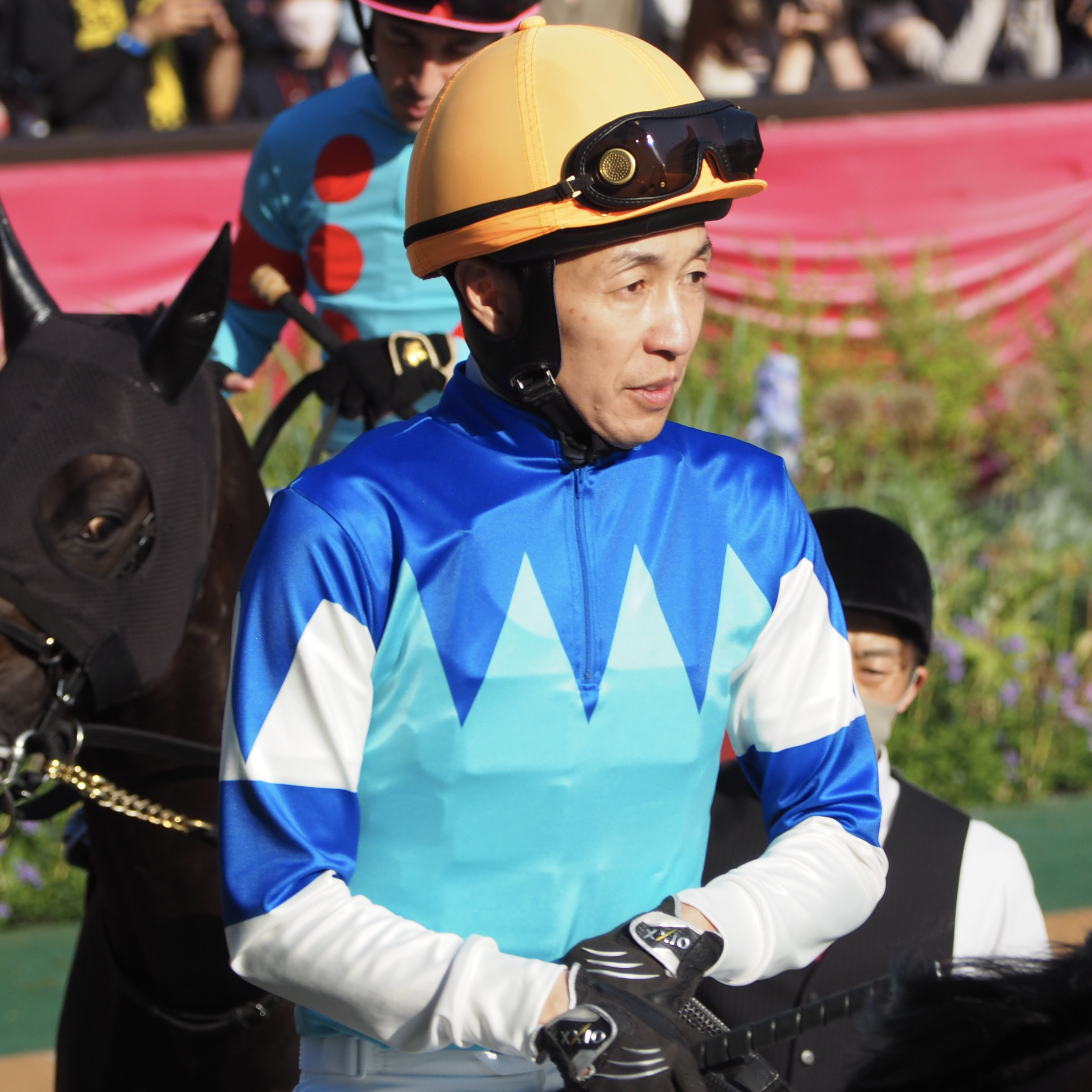
近藤の勝負服を着用した武豊

日本中央競馬会（JRA）に登録する馬主として知られる。勝負服の柄は水色、白袖青一本輪、青鋸歯形で、前夫の利一の勝負服とよく似ている。
馬主になったのは利一からの誘いであったが、セールで多くの馬を購入する利一に対し、英子はセールでの購入馬は少なく、その所有馬の多くは仔分けのものである。このことについて「情が移ってしまうから繁殖牝馬をあまり持たない主義」という利一と異なり、英子は「（かつて所有した牝馬の仔から）生まれた子供たちが成長していくのは、物語を紡いでいるような楽しみがあるんですよ」と語っている。
2009年、カンパニーがマイルチャンピオンシップを制した際は、日本馬主協会連合会理事であった利一からメダルが授与され、抱き合い喜び合うという一幕もあった。

### 来歴
- 1991年 - 馬主資格取得[1]。
- 2004年 -  レニングラードがアルゼンチン共和国杯を制し、重賞初制覇。
- 2007年 - ヴィクトリーが皐月賞を制し、GI級競走およびクラシック競走初制覇[1]。

## 主な所有馬

### GI級競走優勝馬
- カンパニー（2009年天皇賞・秋、マイルチャンピオンシップ、毎日王冠など重賞9勝）
- ヴィクトリー（2007年皐月賞）

### 重賞競走優勝馬
- レニングラード（2004年アルゼンチン共和国杯）
- リンカーン（2004年阪神大賞典、2005年京都大賞典、2006年日経賞、GⅠ2着3回）
- ヒストリカル（2012年毎日杯）
- アンビシャス（2016年産経大阪杯、2015年ラジオNIKKEI賞）
- アドミラブル（2017年青葉賞、東京優駿3着）
- アリストテレス（2021年アメリカジョッキークラブカップ、2020年菊花賞2着）

### その他の馬
- ニューベリー（2006年京都金杯2着、オープン3勝[注 1]）
- グレースアドマイヤ（1998年府中牝馬ステークス2着、ヴィクトリー、リンカーンの母）